# Egídio Landolfi
Egídio Landolfi (né le 30 janvier 1928 et mort en 1998), surnommé « Paraguaio », est un joueur puis entraîneur de football brésilien. 

## Biographie
Il porte les couleurs du Botafogo de Futebol e Regatas, du Fluminense Football Club et de l'América Football Club. Avec Botafogo il remporte le championnat de Rio en 1948. Cette même année, il est le premier joueur du club à porter le numéro 7, quand est mis en place l'inscription de numéro sur les maillots du club.   
International brésilien[réf. nécessaire], il devient ensuite entraîneur du Botafogo qu'il mène à la troisième place du premier championnat du Brésil en 1971. Il dirige ce club à de nombreuses reprises : 1963, 1970, 1971, 1973, 1974. 